# توماس فرانك (صحفي)
توماس فرانك (بالإنجليزية: Thomas Frank)‏ هو صحفي ومؤرخ أمريكي، ولد في 21 مارس 1965 في كانساس سيتي في الولايات المتحدة.

## وصلات خارجية
- الموقع الرسمي
- توماس فرانك على موقع IMDb (الإنجليزية)
- توماس فرانك على موقع إن إن دي بي (الإنجليزية)
- توماس فرانك على موقع قاعدة بيانات الفيلم (الإنجليزية)